# Akademie für Ethik in der Medizin
Die Akademie für Ethik in der Medizin e. V. (AEM) ist eine interdisziplinäre und interprofessionelle Fachgesellschaft für Medizinethik mit Sitz und Geschäftsstelle in Göttingen. Der Verein wurde 1986 gegründet. Unter ihren Mitgliedern finden sich unter anderem Ärzte, Pflegekräfte, Philosophen, Theologen. Die AEM ist Mitglied der Arbeitsgemeinschaft der Wissenschaftlichen Medizinischen Fachgesellschaften (AWMF) und der European Association of Centres of Medical Ethics (EACME).

## Zweck
Gemäß Eigendarstellung ist es das Ziel, den öffentlichen wie auch den wissenschaftlichen Diskurs über ethische Fragen in der Medizin, der Pflege und im Gesundheitswesen zu fördern und für die Interessen des Faches Medizinethik einzutreten.

## Aktivitäten
Zu den Aufgaben der AEM zählen u. a.: Durchführung von wissenschaftlichen Tagungen und Workshops; Einrichtung von Arbeitsgruppen zu aktuellen medizinethischen Themen; Förderung des wissenschaftlichen Nachwuchses (z. B. durch Nachwuchspreise „Ethik in der Medizin“, Workshops); Förderung und Qualitätssicherung der Ethikberatung im Gesundheitswesen (z. B. Veröffentlichung von Stellungnahmen und Empfehlungen, Qualifizierungsangebote für Ethikberatung, Zertifizierung für Ethikberatung im Gesundheitswesen), Betrieb der Informations- und Dokumentationsstelle Ethik in der Medizin (in Kooperation mit der Abteilung Ethik und Geschichte der Medizin der Universitätsmedizin Göttingen).

## Tagungen
Seit 1990 führt die AEM Jahrestagungen durch, deren Präsentationen zum Teil auf der Website zugänglich sind.

## Informations- und Dokumentationsstelle Ethik in der Medizin
1992 wurde an der AEM die Informations- und Dokumentationsstelle Ethik in der Medizin (IDEM) eingerichtet. Hauptaufgabe von IDEM ist der Aufbau und die Pflege der deutschsprachigen Literaturdatenbank ETHMED. Mittlerweile ist die IDEM in Kooperation mit der AEM bei der Abteilung Ethik und Geschichte der Medizin der Universitätsmedizin Göttingen angesiedelt.

## Leitlinien zur Behandlung
Die Gesellschaft entwickelt zu Themen ihres Fachgebiets medizinische Leitlinien, die im Rahmen des AWMF-Leitlinienprogramms veröffentlicht werden.

## Veröffentlichungen
Die AEM veröffentlicht Stellungnahmen des Vorstands auf der Website der Gesellschaft, wie etwa zu Standards der Ethikberatung, Stellungnahmen zu grundsätzlichen Gerichtsurteilen.

## Publikationen
Seit Januar 1989 erscheint die Zeitschrift „Ethik in der Medizin“ als offizielles Organ der AEM vierteljährlich im Springer-Verlag. Sie enthält Originalbeiträge, Übersichtsarbeiten, Grundsatz- und Sammelreferate zu Schwerpunktthemen, Kasuistiken, Diskussionsbeiträge aus dem Bereich der medizinischen Alltagsethik, aktuelle Informationen und Rezensionen.

## Geschichte
Die AEM wurde am 5. Dezember 1986 in Göttingen gegründet. Dem ersten Vorstand gehörten an: Hans-Bernhard Wuermeling (Erlangen), Erster Vorsitzender; Eduard Seidler (Freiburg im Breisgau), Helmut Piechowiak (Regensburg), Herbert Viefhues (Bochum). Seit 2002 ist die Gesellschaft Mitglied der AWMF.

## Präsidenten
- seit 2022: Silke Schicktanz
- 2012–2022: Georg Marckmann
- 2002–2012: Claudia Wiesemann
- 1998–2002: Dietrich von Engelhardt
- 1992–1998: Hans-Konrat Wellmer[14]
- 1988–1992: Eduard Seidler
- 1986–1988: Hans-Bernhard Wuermeling